# Zapadynci (hromada Międzybóż)
Zapadynci (ukr. Западинці) – wieś na Ukrainie, w obwodzie chmielnickim, w rejonie chmielnickim, w hromadzie Międzybóż. W 2001 liczyła 395 mieszkańców, spośród których 390 wskazało jako ojczysty język ukraiński, a 5 rosyjski.